# William Franklin Draper
William Franklin Draper (Lowell, 9 aprile 1842 – Washington, 28 gennaio 1910) è stato un imprenditore, diplomatico, politico e generale statunitense.

## Biografia
Draper è nato a Lowell, Massachusetts, il 9 aprile 1842, ed era un discendente del primo colono del Massachusetts James Draper. Frequentò scuole pubbliche, private e superiori, studiò ingegneria meccanica e produzione di cotone.

### Attività militare e industriale
Durante la Guerra Civile Americana, Draper si arruolò come privato nel Venticinquesimo Reggimento, la Volontaria Volontaria del Massachusetts, il 9 settembre 1861. Fu presto eletto Secondo Luogotenente della sua compagnia e fu promosso rapidamente a tenente colonnello. Dopo la sua dimissione, Draper ottenne i voti di colonnello e generale di volontari di brigata.
Dopo la guerra divenne produttore di macchinari per il cotone a Hopedale, Massachusetts, e brevettò molti miglioramenti e servì come delegato alla Convenzione Nazionale Repubblicana nel 1876. Continuò a servire come colonnello nello staff del Governatore John Davis Long dal 1880 al 1883 .

### Politica
Draper fu eletto repubblicano per il cinquantatreesimo e cinquantaquattresimo congresso (4 marzo 1893 - 3 marzo 1897). Draper è stato presidente del comitato per i brevetti (cinquantaquattresimo congresso), tuttavia non era un candidato per la rinomina nel 1896. In seguito è stato presidente della Draper Co. dopo la sua costituzione nel 1896. Successivamente è stato l'ambasciatore e il ministro plenipotenziario in Italia (1897-1899)
Draper si sposò due volte: a Lydia Joy dal 1862 fino alla sua morte nel 1884, Susan Preston, figlia del generale William Preston del Kentucky, che sopravvisse a lui. Il suo secondo matrimonio potrebbe essere l'unico in cui un generale dell'Unione sposò la figlia di un generale confederato.
Morì a Washington, il 28 gennaio 1910, fu sepolto nel cimitero del villaggio, a Hopedale, nel Massachusetts.